# Johannes Lehmann-Hohenberg
Johannes Lehmann (später Johannes Lehmann-Hohenberg) (* 11. April 1851 in Königsberg; † 12. April 1925 in Weimar) war ein deutscher Geologe, der von 1886 bis 1903 ordentlicher Professor der Mineralogie und Geologie in Kiel war, 1894 die Kieler Neuesten Nachrichten (heute Kieler Nachrichten) gründete, 1904 Herausgeber der Zeitschrift Rechtshort in Weimar wurde und sich vom politisch eher uninteressierten Naturwissenschaftler zum sektiererischen deutsch-völkischen Kultur- und Rechtsreformer entwickelte.

## Familie und Ausbildung
Nach dem Studium (1871–1874) der Naturwissenschaften in Bonn trat Lehmann der Geologischen Landesuntersuchung des Königreichs Sachsen (Leipzig) als Sektionsgeologe bei. Dort war er von 1874 bis 1879 tätig.
1877 heiratete er Anna Cäcilie Leo, die Tochter eines sehr wohlhabenden Spinnereibesitzers aus Arnsdorf. Aus der Ehe gingen sechs Kinder hervor: Albrecht, Walther, Erich, Irmgard, Ortrud und Elsbeth (die den Maler Fidus heiratete). Das Vermögen seiner Frau erlaubte es Lehmann, ein Haus in Kiel-Düsternbrook hinter der Pauluskirche - „Haus Hohenberg“ - zu kaufen und von dem Architekten Heinrich Moldenschardt aufwändig umbauen zu lassen und unter anderem mit Holzschnitzereien des Flensburger Künstlers Heinrich Sauermann zu versehen. Zur Unterscheidung von zahlreichen Namensvettern nannte sich Lehmann fortan Lehmann-Hohenberg.
1879 kehrte er beruflich vorübergehend nach Bonn zurück, wo er sich 1880 mit Untersuchungen über die Entstehung der altkrystallinischen Schiefergesteine mit besonderer Bezugnahme auf das Sächsische Granulitgebirge, Erzgebirge, Fichtelgebirge und Bairisch-Böhmische Grenzgebirge habilitierte. 1884 wurde er auf ein Extraordinariat nach Breslau berufen, 1886 folgte er Hugo Laspeyres auf dem Kieler Lehrstuhl für Mineralogie nach. Im Jahr 1887 wurde er zum Mitglied der Leopoldina gewählt.

## Tätigkeit und Forschungsarbeit
Die Lehrsituation in Kiel war unbefriedigend, da seit Jahren für Lehrzwecke nur eine gemietete Wohnung in der Brunswiker Straße zur Verfügung stand, während die Sammlungen in Kisten verpackt im Keller des Universitätsgebäudes standen. Seine Vorgänger hatten bereits erfolglos auf die Notwendigkeit eines eigenen Instituts- und Museumsgebäudes hingewiesen. Der durch seine Heirat vermögend gewordene Lehmann schenkte der Universität ein geeignetes Grundstück und setzte durch, dass das geräumige und gut eingerichtete Institut am Schwanenweg nach seinen Plänen und Wünschen gebaut wurde. Ein weiteres Geschenk Lehmanns waren Granitsäulen und steinerne Treppen in den Museumsräumen. Eine meterhohe Marmorstatue Psyche eines Bildhauers aus der Künstlerfamilie Cauer ergänzte die Ausstattung.
1891 wurde der Neubau fertiggestellt. Die offizielle Eröffnung des Instituts und Museums für Mineralogie, Geologie und Paläontologie verzögerte sich jedoch bis 1896, weil in der Tischlerei, die Museumsmöbel hergestellte, ein Brand ausgebrochen war.

## Gesellschaftliches und sozialreformerisches Wirken
Nach einigen Jahren wissenschaftlicher Tätigkeit verlagerte sich Lehmanns Interesse zunehmend auf gesellschaftspolitische Probleme. Zunächst unterstützte er die Bestrebungen von Moritz von Egidy zur Religionserneuerung, indem er Geldmittel zur Herausgabe der Zeitschrift Einiges Christenthum beisteuerte und bald eigene Aufsätze wie: „Über die Verpflichtung der Naturwissenschaftler, an der Lösung der religiösen und sozialen Fragen mitzuarbeiten“ oder: „Universitätsreform! Einheitlicher Aufbau des gesamten Staats- und Gesellschaftslebens auf der Naturerkenntnis der Gegenwart.“ veröffentlichte. Da die Zeitschrift nur einen kleinen Leserkreis erreichte, gründete Lehmann 1894 zur Fortführung seiner Reformbestrebungen die Tageszeitung Kieler Neueste Nachrichten, zu deren Redakteuren zeitweise auch Wilhelm Schwaner und – zeitlich später – Adolf Damaschke gehörten. Die Bekanntschaft mit Rechtsanwalt Bleick Bleicken, der sich nachdrücklich für die Reform des deutschen Rechtswesens einsetzte, veranlasste Lehmann 1895 zur Gründung des Deutschen Volks-Bundes, der 1901 in den Deutschen Rechts-Bund umgewandelt wurde, sowie zur Herausgabe der Zeitschrift „Volksanwalt“.
Diese und weitere Aktivitäten führten nicht nur zur völligen Vernachlässigung der mit seiner Professur verbundenen Pflichten, sondern schließlich auch zum finanziellen Ruin. Seine Frau, die diese Entwicklung ängstlich verfolgte, äußerte einmal zu Damaschke: „Die glücklichsten Stunden meines Lebens waren die, als wir noch von unserem bescheidenen Gehalt lebten und mein Mann und ich hinauszogen und ich in der Schürze die Steine sammelte, die er dann untersuchte.“

## Rechts- und Justizkritik
1902 führte die Veröffentlichung eines „Offenen Schreibens an S. Exzellenz, den Kanzler des Deutschen Reiches, Herrn Grafen von Bülow, betreffend die Unzulänglichkeit unseres Staatswesens“ zur Einleitung eines Disziplinarverfahrens, das wegen „schwerer öffentlicher Beleidigung hochgestellter Beamter, namentlich des Herrn Kriegsministers, des Herrn Justizministers, sowie der Juristen des Deutschen Reiches“ zur Dienstentlassung Lehmanns und zum Verlust seines Gehalts und seines Titels führte. Das Staatsministerium bestätigte im Januar 1904 dieses Urteil mit der Milderung, dass drei Viertel des Gehalts auf Lebenszeit zu gewähren seien.
1904 siedelte Lehmann nach Weimar über und führte seinen Kampf mit seiner neuen Zeitschrift Rechtshort unbeirrt weiter.
1914 wurde er nach Veröffentlichung einer weiteren Kampfschrift, in der er einen Staatsanwalt als „gewissenlosen Ehrabschneider“ bezeichnete, wegen „Beleidigung von Juristen und Sachverständigen“ zu 12 Monaten Gefängnis verurteilt. Er entzog sich der Verhaftung durch Studienreisen in Deutschland und wurde steckbrieflich gesucht. 1917 wurde er in Stuttgart von einem Polizisten auf der Straße erkannt und musste die 12 Monate Gefängnis verbüßen.
Nach 1918 glaubte Lehmann in der völkischen Deutschsozialistischen Partei endlich die Partei gefunden zu haben, um das Römische Recht zu beseitigen. 1920 wurden auf dem Leipziger Parteitag der DSP dessen rechtspolitische Vorschläge  für ein „neues deutsches Volksrecht“ anstelle des römischen Rechts angenommen. Lehmanns „obskures und sektiererisches Sammelsurium von Argumenten für eine völkische Rechtsreform“ lasse sich, so Albrecht Götz von Olenhusen, allenfalls mit der „rassegesetzlichen Rechtslehre“ Helmut Nicolais oder entsprechenden Auslassungen Alfred Rosenbergs vergleichen. Der sektiererische Reformer und Einzelkämpfer für ein deutschvölkische Kultur- und Rechtsreform habe sozialdarwinistische, antikatholische, deutschvölkische und antisemitische Ideen verbunden.

## Werke
- Untersuchungen über die Entstehung der altkrystallinischen Schiefergesteine mit besonderer Bezugnahme auf das Sächsische Granulitgebirge, Erzgebirge, Fichtelgebirge und Bairisch-Böhmische Grenzgebirge. Bonn 1884.
- Bismarck's Erbe : Los von Rom, gut deutsch allewege! : ein Weckruf an das deutsche Volk zur Vollendung deutscher Reformation. 1899.
- Universitätsreform!, Einheitlicher Aufbau des gesamten Staats- und Gesellschaftslebens auf der Naturerkenntnis der Gegenwart. Leipzig 1900.
- Recht oder Gewalt? : auf dem Wege zur Korruption! : Berufung an das gesammte deutsche Volk gegen das auf Amtsentsetzung lautende Urtheil des obersten Königl. preussischen Disziplinargerichtshofes in Berlin vom 13. Dec. 1902. 1903
- Mein Kampf ums Recht durch meine Amtsentsetzung nicht beendet, vielmehr gefördert! 1904.
- Naturwissenschaft und Bibel. Beiträge zur Weiterbildung der Religion. Eine naturwissenschaftliche Antwort auf das Glaubensbekenntnis Kaiser Wilhelm II. Jena 1904
- Die Bedeutung der Mittelstandsbewegung und ihr Kulturziel : ein Vortrag mit Zusätzen. 1908.